# Money in the Bank (2019)
L'édition 2019 de Money in the Bank est une manifestation de catch (lutte professionnelle) produite par la World Wrestling Entertainment (WWE), une fédération de catch américaine, qui est télédiffusée, visible en paiement à la séance, sur le WWE Network ainsi que sur la chaîne de télévision française AB1. L'événement s'est déroulé le 19 mai 2019 à Hartford, dans l'état du Connecticut. Il s'agit de la dixième édition de Money in the Bank, pay-per-view annuel qui, comme son nom l'indique, propose un ou plusieurs Money in the Bank Ladder match en tête d'affiche.

## Contexte
Les spectacles de la World Wrestling Entertainment (WWE) sont constitués de matchs aux résultats prédéterminés par les scénaristes de la WWE. Ces rencontres sont justifiées par des storylines – une rivalité avec un catcheur, la plupart du temps – ou par des qualifications survenues dans les shows de la WWE telles que Raw, SmackDown, 205 Live et NXT. Tous les catcheurs possèdent un gimmick, c'est-à-dire qu'ils incarnent un personnage gentil (face) ou méchant (heel), qui évolue au fil des rencontres. Un événement comme WrestleMania est donc un événement tournant pour les différentes storylines en cours,.
Lors de l'épisode de Raw du 15 avril, Natalya est confrontée à la Raw et SmackDown Women's Champion, Becky Lynch, dans le but de conquérir au Raw Women's Championship. Elles ont été interrompus par Lacey Evans, qui a été drafté à Raw lors du Superstar Shake-up et qui a également attaqué Lynch la semaine dernière. Evans a ensuite battu Natalya pour avoir un Raw Women's Championship Match contre Lynch à Money in the Bank. 
Lors de l'épisode de Raw du 22 avril, le chef des opérations, Triple H a annoncé deux triple threat matches pour déterminer le prochain adversaire pour le Universal Championship de Seth Rollins. Le nouveau arrivé de Raw AJ Styles a battu les nouveaux arrivés de Raw, Rey Mysterio et Samoa Joe lors du premier match triple threat match, tandis que Baron Corbin a battu Drew McIntyre et le nouveau drafté The Miz dans le seconde. Plus tard dans la soirée, Styles a ensuite battu Corbin pour remporter un Universal Championship contre Rollins à Money in the Bank.

## Tableau des matchs
| Ordre par numéros | Résultat                                                                                        | Stipulation(s)                                                                                        | Temps |
| --- | ----------------------------------------------------------------------------------------------- | --- | ----- |
| 1P | The Usos (Jimmy et Jey Uso) battent Daniel Bryan et Rowan (c)                                   | Tag Team Match                                                                                        | 11:05 |
| 2 | Bayley bat Natalya, Dana Brooke, Naomi, Nikki Cross, Mandy Rose, Ember Moon et Carmella         | Money in the Bank ladder match pour un match de championnat féminin                                   | 13:50 |
| 3 | Rey Mysterio bat Samoa Joe (c)                                                                  | Match simple pour le WWE United States Championship                                                   | 1:39  |
| 4 | Shane McMahon bat The Miz                                                                       | Steel cage match                                                                                      | 13:08 |
| 5 | Tony Nese (c) bat Ariya Daivari                                                                 | Match simple pour le WWE Cruiserweight Championship                                                   | 9:20  |
| 6 | Becky Lynch (c) bat Lacey Evans                                                                 | Match simple pour le WWE Raw Women's Championship                                                     | 8:37  |
| 7 | Charlotte Flair bat Becky Lynch (c)                                                             | Match simple pour le WWE SmackDown Women's Championship                                               | 6:11  |
| 8 | Bayley bat Charlotte Flair (c)                                                                  | Match simple pour le WWE SmackDown Women's Championship Bayley encaisse sa mallette Money in the Bank | 0:17  |
| 9 | Roman Reigns bat Elias                                                                          | Match simple                                                                                          | 0:09  |
| 10 | Seth Rollins (c) bat AJ Styles                                                                  | Match simple pour le WWE Universal Championship                                                       | 19:50 |
| 11 | Kofi Kingston (c) bat Kevin Owens                                                               | Match simple pour le WWE Championship                                                                 | 14:56 |
| 12 | Brock Lesnar bat Ricochet, Drew McIntyre, Baron Corbin, Ali, Finn Bálor, Andrade et Randy Orton | Money in the Bank Ladder match pour un match de championnat masculin                                  | 19:00 |
| La lettre C placée entre parenthèses désigne la personne ou l’équipe championne en titre. P – indique que le match a eu lieu lors du pré-show |                                                                                                 | |       |

### Note
1. ↑  Brock Lesnar remplace Sami Zayn en raison de la blessure de ce dernier lors d'une attaque d'avant-match.